# ヴォルガ経済地区

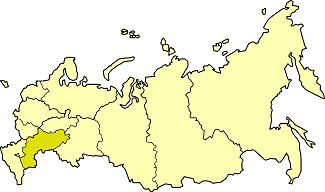
ヴォルガ経済地区の位置

ヴォルガ経済地区(ヴォルガけいざいちく、ロシア語：Пово́лжский экономи́ческий райо́н/Povolzhsky ekonomichesky rayon)はロシアの12の経済地区の1つ。
2010年の人口は約1609万人。(11.2%)2008年の国内総生産の8%を占める。国営企業の労働者の割合、平均寿命、世帯収入、支出、副職率が全国平均より高い。1人当たりGDPは全国平均より低い。賃金は全国平均の5/6しかない。

## 行政区画
南部連邦管区
- アストラハン州
- カルムイク共和国
- ヴォルゴグラード州

沿ヴォルガ連邦管区
- ペンザ州
- サマラ州
- サラトフ州
- タタールスタン共和国
- ウリヤノフスク州